# Paula Prendes
Paula Prendes Martínez (Gijón, Asturias, 21 de enero de 1983) es una actriz, presentadora de televisión y periodista española.

## Biografía
Cursó sus primeros estudios en el Colegio Público de Cabueñes. Posteriormente pasó a realizar sus estudios en el IES El Piles, también en su ciudad natal, Gijón.

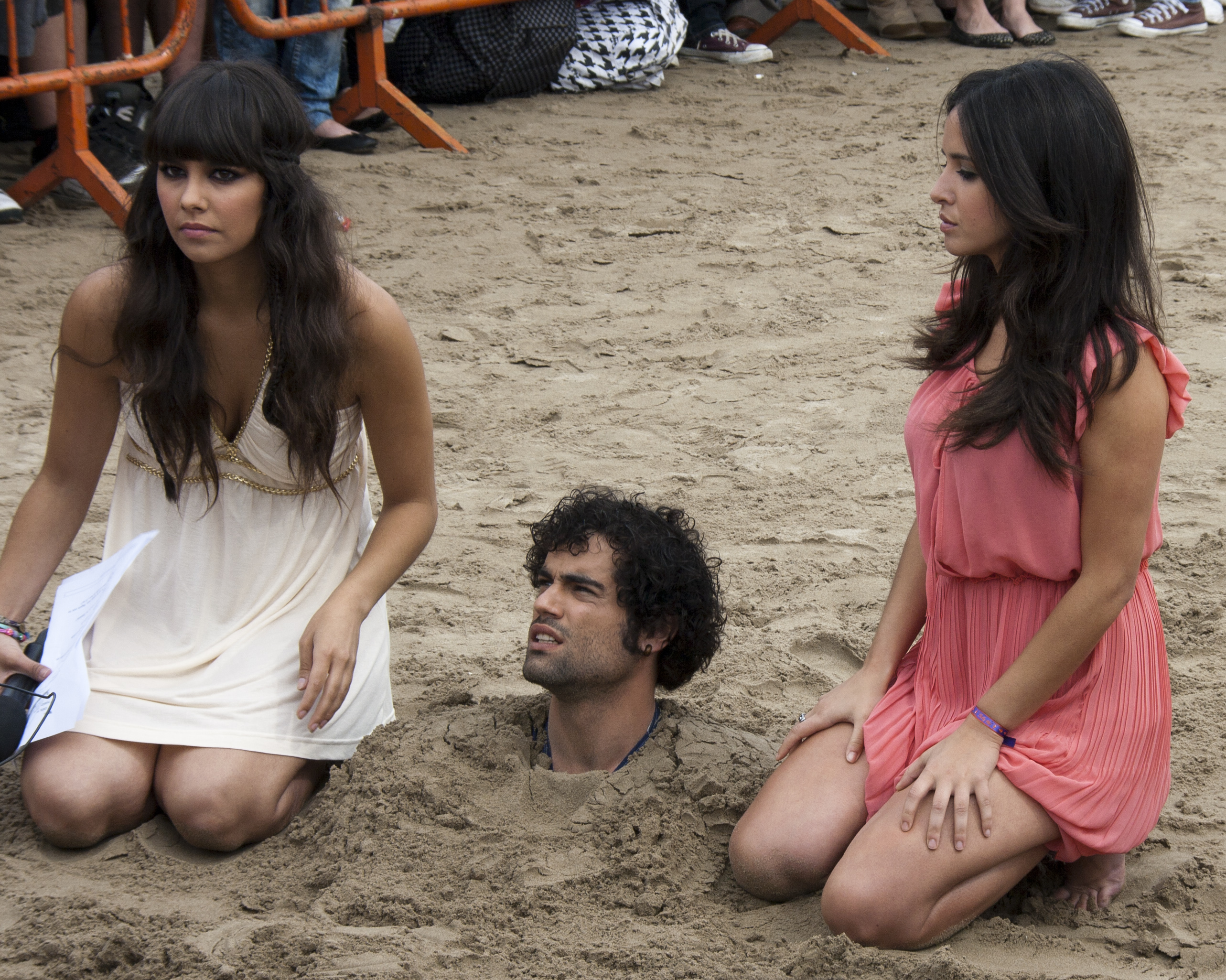
Prendes (derecha) junto a Cristina Pedroche.

Licenciada en Comunicación audiovisual por la Universidad Pontificia de Salamanca, Paula Prendes ha sido redactora y locutora de informativos en la SER Gijón, de deportes en la SER Salamanca, de los informativos de Localia de Madrid y ha sido reportera en El octavo mandamiento, programa de entretenimiento dirigido por Javier Cárdenas en Localia de Madrid. También ha presentado Electronic Arts, programa emitido en una conocida web de videojuegos y ha colaborado como reportera en la MTV.
En televisión, ha protagonizado la serie Somos cómplices (Antena 3) y Becarios (Telecinco) y ha participado en otras como Bicho malo (nunca muere) (Neox), Hermanos y detectives (Telecinco), así como en el último capítulo de Los hombres de Paco (Antena 3).
En Periodistas FC trabajaba como presentadora y reportera del programa junto a los presentadores Dani Mateo y Ricardo Castella. Desde la cancelación de este programa, se incorporó como reportera de Sé lo que hicisteis..., también en La Sexta. En junio de ese mismo año acaparó la portada de la revista Primera Línea y en julio, de la revista masculina FHM.
Desde 2011 y hasta 2013 participó en la serie de Antena 3 Gran Hotel como Cristina Olmedo, siendo la hermana de Julio Olmedo (Yon González). En 2012 comienza una nueva serie Imperium, el spin-off de Hispania, la leyenda con Lluís Homar, Nathalie Poza o Ángela Cremonte entre otros. En noviembre de ese mismo año, volvió a ser portada de la revista FHM. En 2013 dio vida a Carolina Jiménez en Gran Reserva: El origen para TVE, precuela de la serie Gran Reserva. Desde 2014 y hasta 2015 estuvo en la serie B&b, de boca en boca para el prime time de Telecinco en la que dio vida a Martina.
En mayo de 2015, se anuncia su fichaje por La 1, para conducir en el prime time de la cadena el programa Cocineros al volante. En 2016 ficha para la segunda temporada de Víctor Ros como protagonista femenina. Además, participa en la cuarta temporada de Velvet actuando en tres episodios. En 2017 participa en la obra de teatro La madre que me parió, renovada para una segunda gira estrenada el 23 de agosto del mismo año. En julio ficha por Zapeando, trabajando en él hasta 2019, siendo una de las colaboradoras del programa.
En abril de 2018 se confirma su participación en la tercera edición del concurso MasterChef Celebrity. El concurso fue estrenado en septiembre y Paula Prendes fue la primera eliminada. Desde 2019 hasta 2021, presenta, con Boris Izaguirre, Prodigios en TVE durante tres temporadas. En octubre de 2019 se incorporó con un papel fijo a la serie diaria Servir y proteger interpretando a Lara Muñoz.

## Filmografía

### Películas
| Año  | Título             | Personaje | Director           |
| ---- | ------------------ | --------- | ------------------ |
| 2010 | Hollywood          | Zoe       | Ramón Luque        |
| 2011 | Fuga de cerebros 2 | Sara      | Carlos Therón      |
| 2017 | Enterrados         | Marga     | Luis Trapiello     |
| 2024 | ¿Quién es quién?   | Adela     | Hugo Martín Cuervo |

### Series de televisión
| Año       | Título                   | Personaje        | Notas         |
| --------- | ------------------------ | ---------------- | ------------- |
| 2008      | Becarios                 | Reportera        | 1 episodio    |
| 2009      | Bicho malo (nunca muere) | Paula            | 1 episodio    |
| 2009      | Somos cómplices          | Andrea Méndez    | 80 episodios  |
| 2010      | Los hombres de Paco      | Novia de Pepa    | 1 episodio    |
| 2011–2013 | Gran Hotel               | Cristina Olmedo  | 10 episodios  |
| 2012      | Imperium                 | Vera             | 6 episodios   |
| 2013      | Gran Reserva: El origen  | Carolina Jiménez | 82 episodios  |
| 2013      | Águila Roja              | Ana              | 1 episodio    |
| 2013      | Aída                     | Paula Prendes    | 1 episodio    |
| 2014–2015 | B&b, de boca en boca     | Martina Sánchez  | 29 episodios  |
| 2016      | Velvet                   | Adele Lavigne    | 3 episodios   |
| 2016      | Víctor Ros               | Juana            | 7 episodios   |
| 2019–2021 | Servir y proteger        | Lara Muñoz       | 450 episodios |
| 2022      | Machos alfa              | Natalia          | 1 episodio    |
| 2025      | La encrucijada           | Patricia Reyes   | 60 episodios  |

### Teatro
| Año  | Título                | Personaje | Notas           |
| ---- | --------------------- | --------- | --------------- |
| 2013 | Love Room             | Marta     | Papel principal |
| 2017 | La madre que me parió | Natalia   | Papel principal |

### Programas de televisión
| Año       | Título                 | Cadena             | Rol          |
| --------- | ---------------------- | ------------------ | ------------ |
| 2008      | El octavo mandamiento  | Localia Televisión | Reportera    |
| 2010      | Periodistas FC         | La Sexta           | Presentadora |
| 2010–2011 | Sé lo que hicisteis... | La Sexta           | Reportera    |
| 2015–2016 | Amigas y conocidas     | La 1               | Colaboradora |
| 2015      | Cocineros al volante   | La 1               | Presentadora |
| 2017–2019 | Zapeando               | La Sexta           | Colaboradora |
| 2018      | Me resbala             | Antena 3           | Concursante  |
| 2018      | MasterChef Celebrity   | La 1               | Concursante  |
| 2019–2021 | Prodigios              | La 1               | Presentadora |
| 2021      | Atrápame si puedes     | Telemadrid         | Concursante  |
| 2023      | Pasapalabra            | Antena 3           | Concursante  |